# Escorailles
Escorailles est une commune française située dans le département du Cantal, en région Auvergne-Rhône-Alpes.

## Géographie

### Localisation
Escorailles  est une petite commune du Cantal, dans le Massif central, située à mi-chemin entre Pleaux et Mauriac, à 15 km de Salers.

### Communes limitrophes
Escorailles est presque enclavée dans la commune d'Ally ; elle est touchée seulement au nord-est par une autre commune, Le Vigean.
|      | Ally        | Le Vigean |
| Ally | Escorailles | Ally      |
|      | Ally        |           |

### Géologie et relief
La superficie de la commune est de 2,79 km2 ; son altitude varie de 518  à   805 mètres.
Il s'agit de la plus petite commune du département en superficie[réf. nécessaire].
Le point culminent de la commune est le Puy Dondon.

### Hydrographie

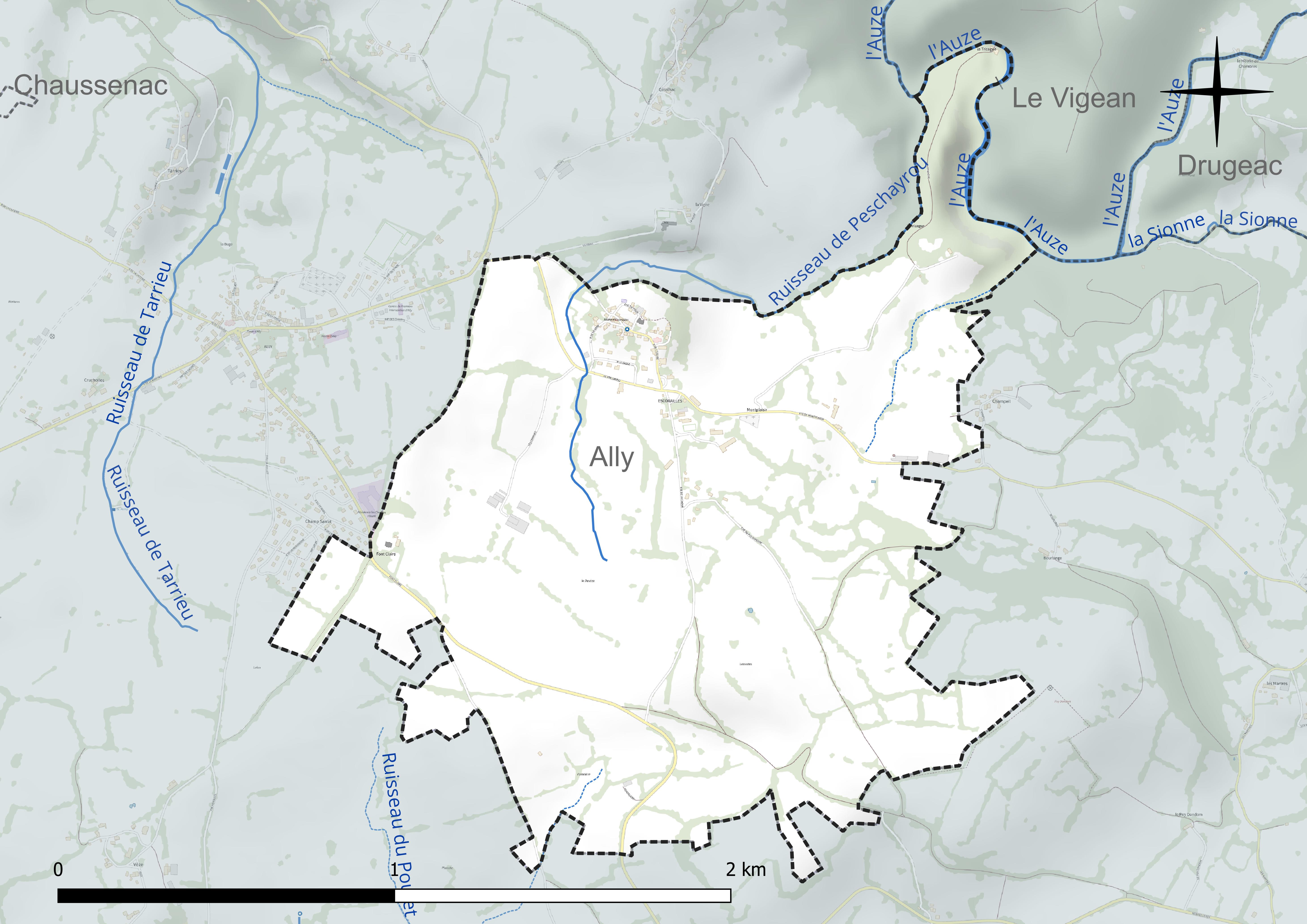
Carte hydrographique de la commune.

Commune bordée au nord-est par l'Auze, dans lequel conflue le ruisseau de Peschayrou.
C'est un affluent du fleuve Dordogne

### Climat
Pour des articles plus généraux, voir Climat d'Auvergne-Rhône-Alpes et Climat du Cantal.
En 2010, le climat de la commune est de type climat de montagne, selon une étude du CNRS s'appuyant sur une série de données couvrant la période 1971-2000. En 2020, Météo-France publie une typologie des climats de la France métropolitaine dans laquelle la commune est exposée à un climat de montagne ou de marges de montagne et est dans la région climatique Ouest et nord-ouest du Massif Central, caractérisée par une pluviométrie annuelle de 900 à 1 500 mm, maximale en automne et en hiver.
Pour la période 1971-2000, la température annuelle moyenne est de 9,5 °C, avec une amplitude thermique annuelle de 15,2 °C. Le cumul annuel moyen de précipitations est de 1 340 mm, avec 13,2 jours de précipitations en janvier et 8,3 jours en juillet. Pour la période 1991-2020, la température moyenne annuelle observée sur la station météorologique de Météo-France la plus proche, sur la commune de Saint-Privat à 18 km à vol d'oiseau, est de 10,7 °C et le cumul annuel moyen de précipitations est de 1 324,6 mm,. Pour l'avenir, les paramètres climatiques de la commune estimés pour 2050 selon différents scénarios d'émission de gaz à effet de serre sont consultables sur un site dédié publié par Météo-France en novembre 2022.

## Urbanisme

### Typologie
Au 1er janvier 2024, Escorailles est catégorisée commune rurale à habitat dispersé, selon la nouvelle grille communale de densité à 7 niveaux définie par l'Insee en 2022.
Elle est située hors unité urbaine. Par ailleurs la commune fait partie de l'aire d'attraction de Mauriac, dont elle est une commune de la couronne,. Cette aire, qui regroupe 16 communes, est catégorisée dans les aires de moins de 50 000 habitants,.

### Occupation des sols

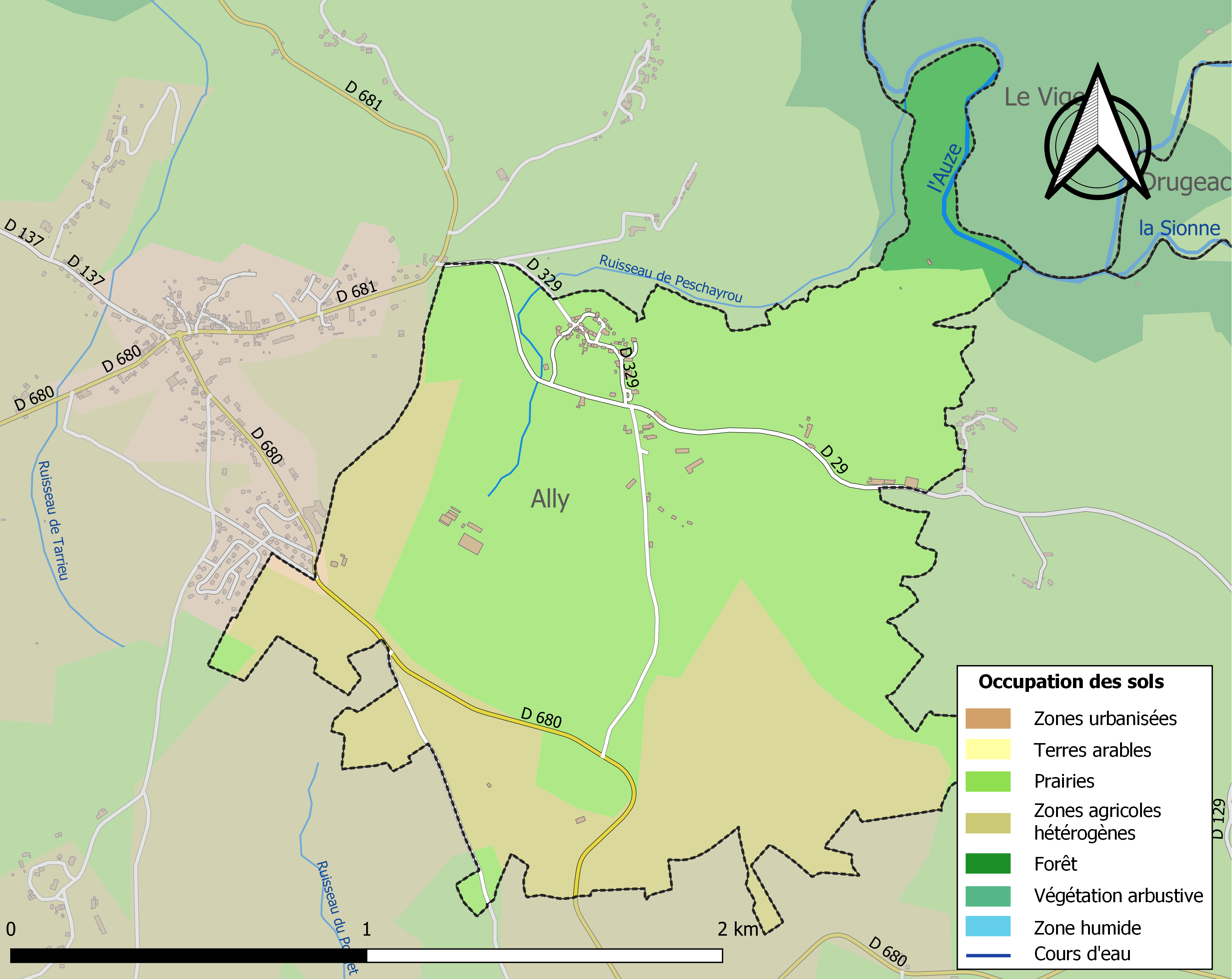
Carte des infrastructures et de l'occupation des sols de la commune en 2018 (CLC).

L'occupation des sols de la commune, telle qu'elle ressort de la base de données européenne d’occupation biophysique des sols Corine Land Cover (CLC), est marquée par l'importance des territoires agricoles (94,3 % en 2018), une proportion sensiblement équivalente à celle de 1990 (94,1 %). La répartition détaillée en 2018 est la suivante : 
prairies (62,9 %), zones agricoles hétérogènes (31,3 %), forêts (5,2 %), zones urbanisées (0,6 %). L'évolution de l’occupation des sols de la commune et de ses infrastructures peut être observée sur les différentes représentations cartographiques du territoire : la carte de Cassini (XVIIIe siècle), la carte d'état-major (1820-1866) et les cartes ou photos aériennes de l'IGN pour la période actuelle (1950 à aujourd'hui).

### Habitat et logement
En 2020, le nombre total de logements dans la commune était de 58, alors qu'il était de 53 en 2015 et de 49 en 2010.
Parmi ces logements, 69,6 % étaient des résidences principales, 28,6 % des résidences secondaires et 1,8 % des logements vacants. Ces logements étaient pour 92,7 % d'entre eux des maisons individuelles et pour 7,3 % des appartements.
Le tableau ci-dessous présente la typologie des logements à Escorailles en 2020 en comparaison avec celle du Cantal et de la France entière. Une caractéristique marquante du parc de logements est ainsi une proportion de résidences secondaires et logements occasionnels (28,6 %), nettement  supérieure à celle du département (20,6 %) et à celle de la France entière (9,7 %). Concernant le statut d'occupation de ces logements, 73,7 % des habitants de la commune sont propriétaires de leur logement (75,7 % en 2015), contre 70,6 % pour le Cantal et 57,5 pour la France entière.
| Typologie                                               | Escorailles | Cantal | France entière |
| ------------------------------------------------------- | ----------- | ------ | -------------- |
| Résidences principales (en %)                           | 69,6        | 67,7   | 82,1           |
| Résidences secondaires et logements occasionnels (en %) | 28,6        | 20,6   | 9,7            |
| Logements vacants (en %)                                | 1,8         | 11,7   | 8,2            |

## Toponymie
Selon la légende locale Escorailles, par corruption de Scorailles, tire son nom d'un général romain, Scaurus Aurélius, qui aurait été à l'origine de sa fondation au Ve siècle. Cette légende est réfutée[réf. nécessaire].

## Histoire
Scorailles est une des localités les plus anciennement connues. Le Castrum Scoralium est d'ailleurs mentionné dans la Charte de Clovis mais cette Charte a été reconnue comme fausse.
En 767, Pépin le Bref vint assiéger Waïfre, duc d'Aquitaine, au Castrum Scoralium. Les ruines de celui-ci s'élèvent au nord-est et en contrebas du village d'Escorailles, sur un éperon rocheux découpé par un profond méandre de l'Auze. On peut encore distinguer plusieurs formes de retranchements.
Le site est abandonné et le château féodal se fixe plus haut où il donne naissance au village actuel vers le XIe siècle. À la suite de plusieurs années d'indivision, le château menaçant ruine, les Scorailles s'installent au château de La Vigne, à l'emplacement d'un ancien corps de ferme, vers 1550. L'aîné alla à La Vigne, le cadet fit souche des seigneurs de Roussilhe.

## Politique et administration

### Rattachements administratifs et électoraux

#### Rattachements administratifs
La commune se trouve dans l'arrondissement de Mauriac du département du Cantal.
Elle faisait partie depuis 1793 du canton de Pleaux. Dans le cadre du redécoupage cantonal de 2014 en France, cette circonscription administrative territoriale a disparu, et le canton n'est plus qu'une circonscription électorale.

#### Rattachements électoraux
Pour les élections départementales, la commune fait partie depuis 2014 d'un  nouveau canton de Mauriac porté de 11 à 20 communes.
Pour l'élection des députés, elle fait partie de la deuxième circonscription du Cantal.

### Intercommunalité
Escorailles est membre de la communauté de communes du Pays de Salers, un établissement public de coopération intercommunale (EPCI) à fiscalité propre créé fin 2003  et auquel la commune a transféré un certain nombre de ses compétences, dans les conditions déterminées par le code général des collectivités territoriales.

### Liste des maires
| Période                                  | Période                        | Identité              | Étiquette | Qualité |
| ---------------------------------------- | ------------------------------ | --------------------- | --------- | --- |
| Les données manquantes sont à compléter. |                                |                       |           | |
|                                          |                                |                       |           | |
| 1955                                     | Mars 2001                      | Jean Rongier          |           | Président du Syndicat des éleveurs de chevaux du Cantal (1976 → 1986) Ancien président de la caisse locale Groupama d'Escorailles |
| mars 2001                                | avril 2023                     | Jean-Louis Layac,     | DVD       | Retraité agricole Mort en fonction                                                                                                |
| juillet 2023                             | En cours (au 30 novembre 2023) | Jean-Pierre Labastrou |           | Employé retraité |

## Population et société

### Démographie
L'évolution du nombre d'habitants est connue à travers les recensements de la population effectués dans la commune depuis 1793. Pour les communes de moins de 10 000 habitants, une enquête de recensement portant sur toute la population est réalisée tous les cinq ans, les populations de référence des années intermédiaires étant quant à elles estimées par interpolation ou extrapolation. Pour la commune, le premier recensement exhaustif entrant dans le cadre du nouveau dispositif a été réalisé en 2007.

En 2022, la commune comptait 83 habitants, en évolution de +6,41 % par rapport à 2016 (Cantal : −1,08 %, France hors Mayotte : +2,11 %).
| 1793 | 1800 | 1806 | 1821 | 1831 | 1836 | 1841 | 1846 | 1851 |
| ---- | ---- | ---- | ---- | ---- | ---- | ---- | ---- | ---- |
| 200  | 169  | 200  | 200  | 219  | 206  | 240  | 210  | 183  |

| 1856 | 1861 | 1866 | 1872 | 1876 | 1881 | 1886 | 1891 | 1896 |
| ---- | ---- | ---- | ---- | ---- | ---- | ---- | ---- | ---- |
| 216  | 208  | 190  | 169  | 159  | 132  | 146  | 118  | 125  |

| 1901 | 1906 | 1911 | 1921 | 1926 | 1931 | 1936 | 1946 | 1954 |
| ---- | ---- | ---- | ---- | ---- | ---- | ---- | ---- | ---- |
| 124  | 126  | 152  | 145  | 140  | 154  | 144  | 113  | 104  |

| 1962 | 1968 | 1975 | 1982 | 1990 | 1999 | 2006 | 2007 | 2012 |
| ---- | ---- | ---- | ---- | ---- | ---- | ---- | ---- | ---- |
| 101  | 100  | 99   | 98   | 83   | 78   | 72   | 71   | 74   |

| 2017 | 2022 | - | - | - | - | - | - | - |
| ---- | ---- | - | - | - | - | - | - | - |
| 79   | 83   | - | - | - | - | - | - | - |

## Culture locale et patrimoine

### Lieux et monuments
La commune jouit d'une vue remarquable sur les monts du Cantal grâce à un large effondrement qui aboutit aux gorges de l'Auze. Depuis le Puy Dondon, la vue s'élève au nord jusqu'au pied des Monts Dore et à l'Est sur la chaîne des Monts du Cantal.
On peut signaler : 
- Vestiges de l'enceinte fortifiée de la Trizague ( Classé MH (1978)) du VIIIe siècle au lieu-dit la Trizague[21].
- Tour et murailles du château d'Escorailles.
Leurs ruines laissent encore apparaître d'énormes pans de murailles, les anciennes fortifications qui formaient un parallélogramme rectangle dont chaque angle était vraisemblablement terminé par une tour. Une tour est encore en bon état.

- Le château de La Vigne, datant de la fin du XVIe siècle, probablement été bâti avec beaucoup de matériaux de l'ancien château de Scorailles. 
C'est un magnifique spécimen de la fin de la Renaissance. Il se compose principalement de deux tours rondes et d'une carrée avec créneaux et mâchicoulis. D'autres corps de logis plus récents y sont adossés.
- Église Saint-Jean-Baptiste, datant du XVe siècle, probablement l'ancienne chapelle du château.
- la Grotte de Minuit ou Église de Minuit où pendant la Révolution française, des messes étaient célébrées en secret[2].
- Maison de la paille et du grain, Musée de la vie rurale, une ancienne grange restaurée avec une couverture en chaume où est retracé le travail de la terre à travers la culture des céréales et leurs utilisations[22].

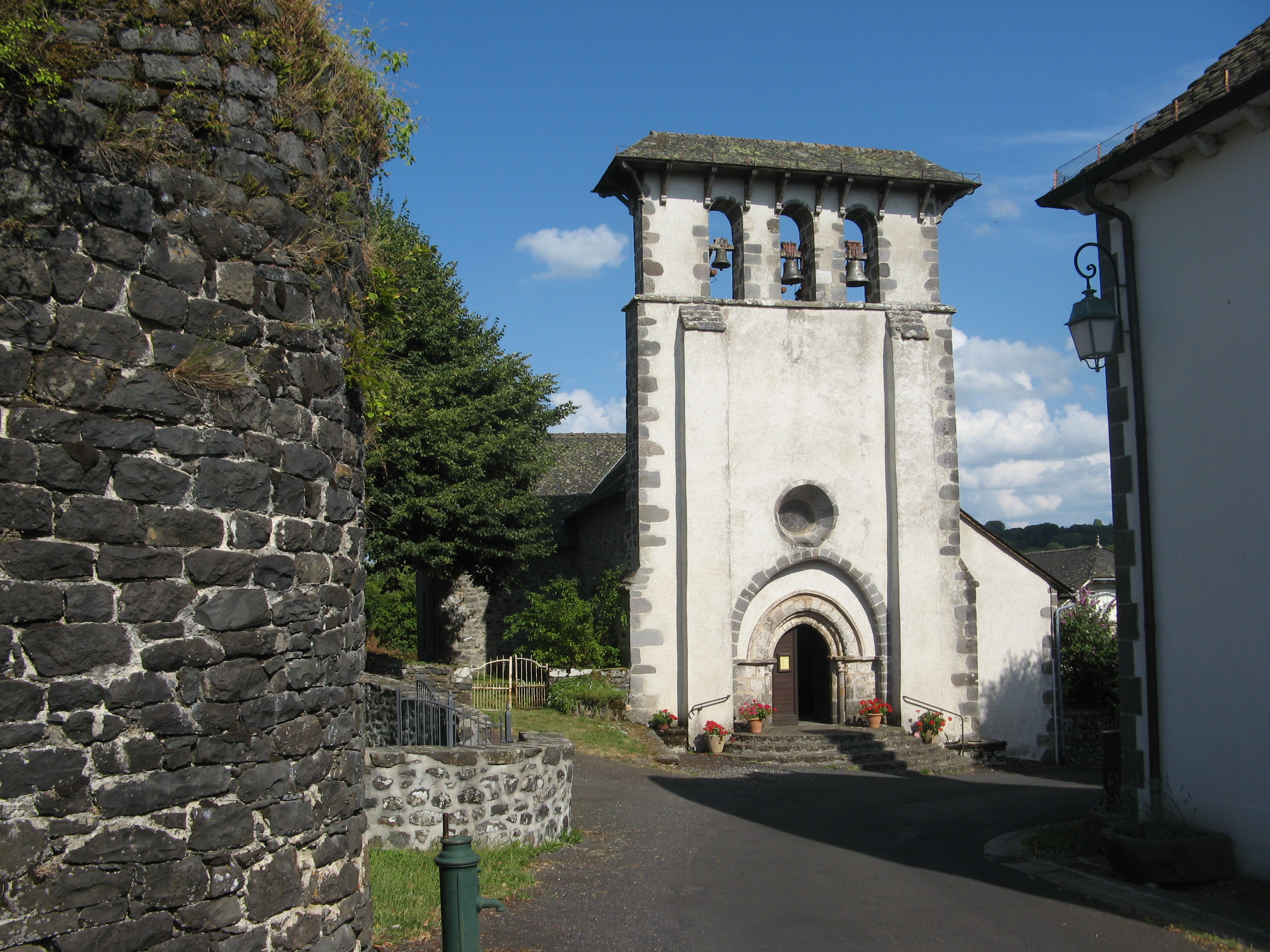
La façade de l'église...
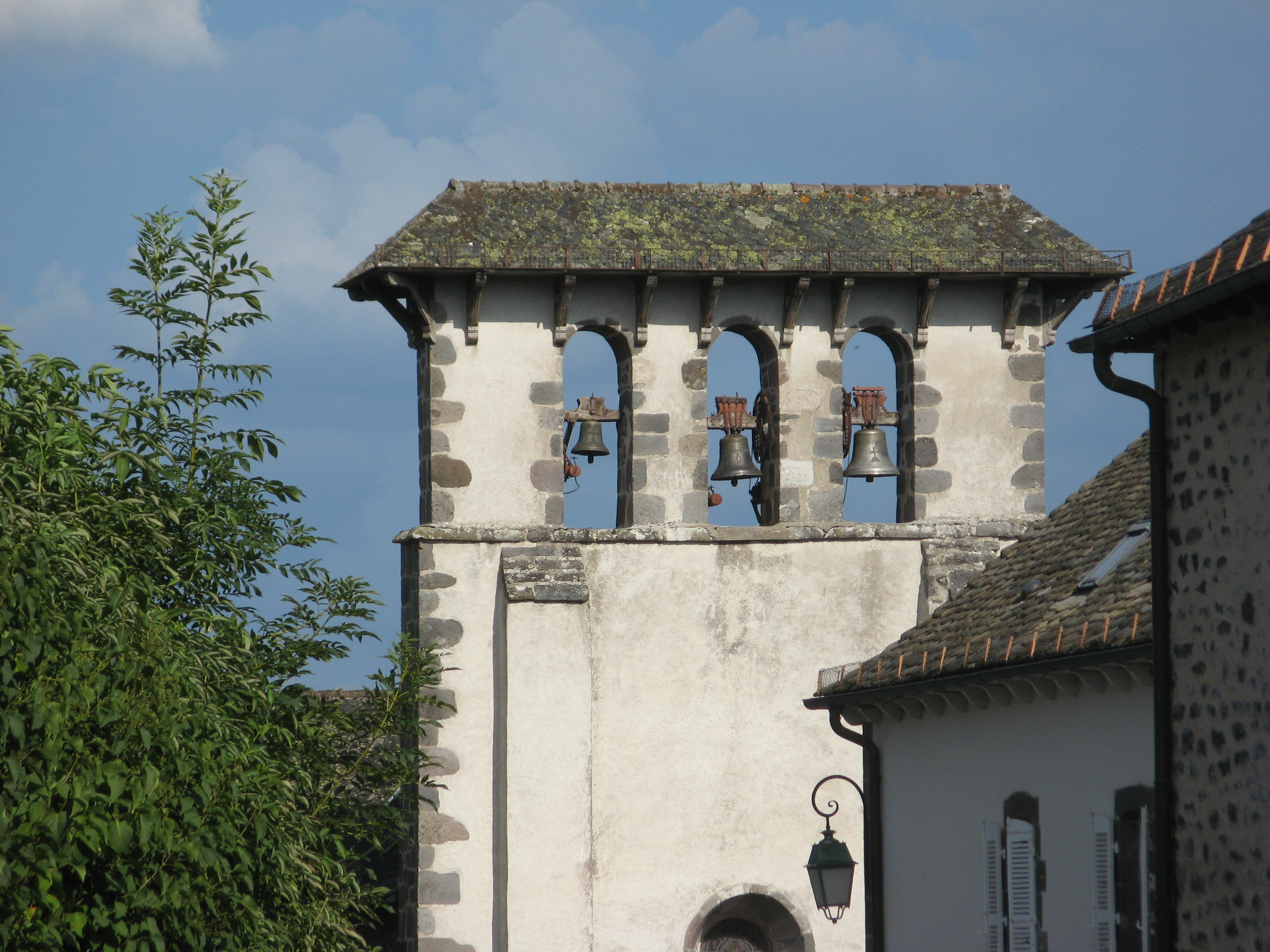
... et son clocher à peigne.
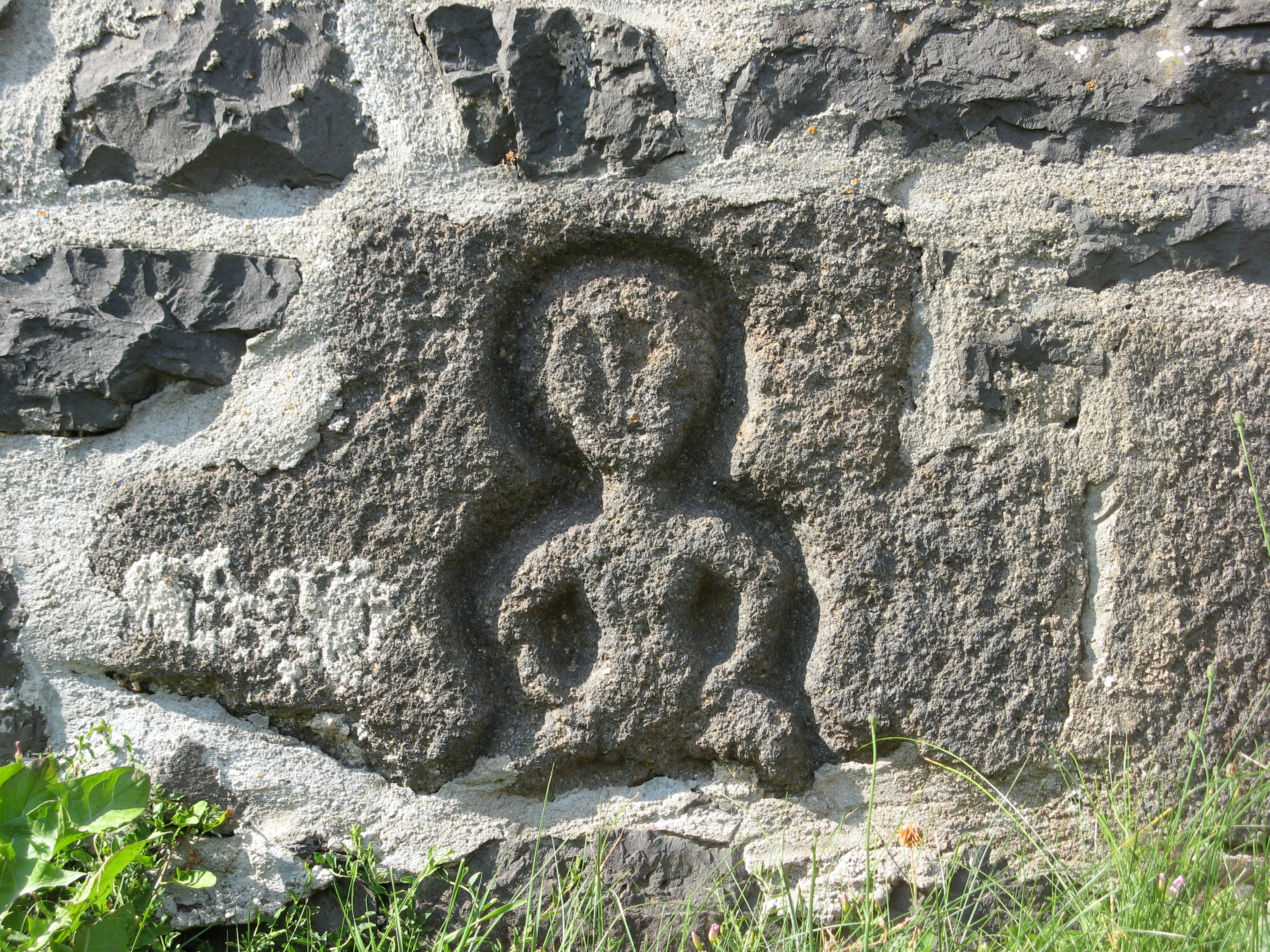
Sculpture à la base du mur sud de l'église.
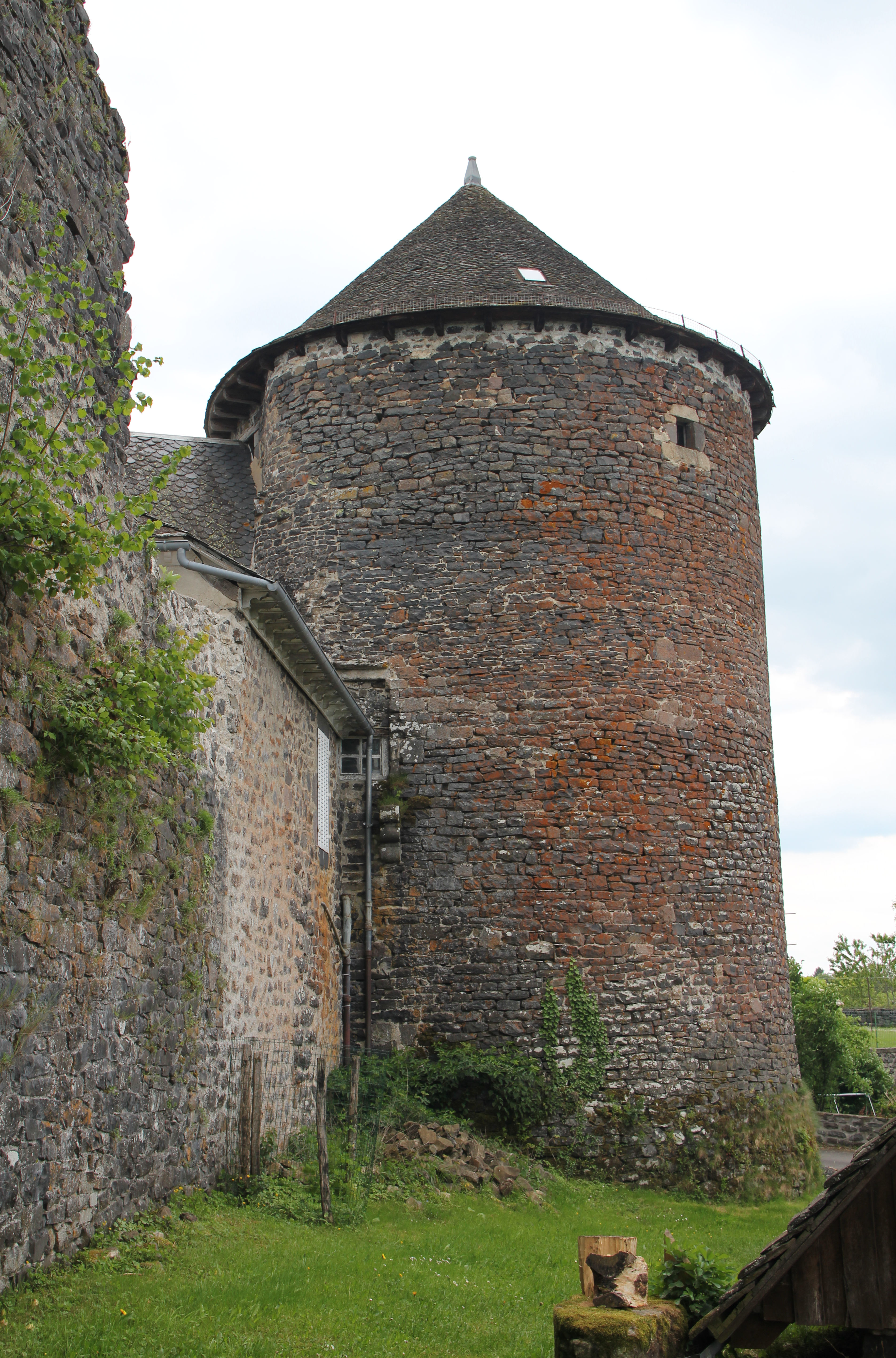
Tour du château.